# Rafał Bratoszewski

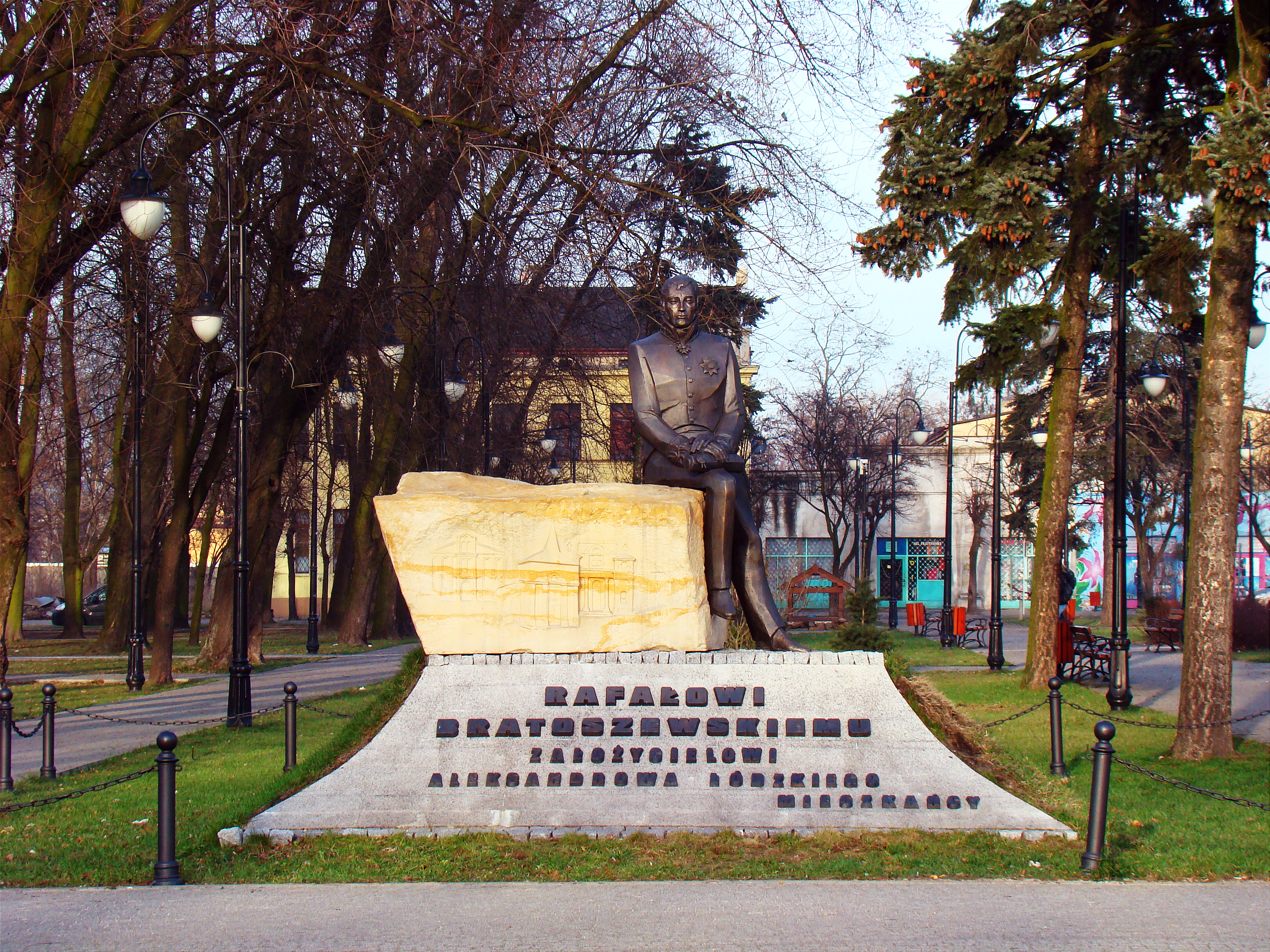
Rafał Bratoszewski, Aleksandrów Łódzki

Rafał Bratoszewski (1765 - 6 december 1824), zoon van Andrzej Bratoszewki, was een Poolse edelman en de stichter van de stad Aleksandrów Łódzki. Hij had ook de bouw van de "Rafał Archanioł"-kerk gesponsord.
Bratoszewski had een broer, Emeryk Bratoszewski, en twee zussen, Brygida Morzkowska en Teresa Orsettowa.